# 菊池誠 (電気試験所)
菊池 誠（きくち まこと、1925年12月6日 - 2012年11月6日）は、日本の物理学者。
東京出身。長年にわたって電気試験所を拠点に、トランジスタ、半導体など戦後日本のエレクトロニクスの基礎研究をリードした。本来の研究のほかにも多数のエッセイを著している。父の菊池豊三郎は文部次官や横浜市立大学学長を務めた。

## 経歴
- 1945年 - 第一高等学校卒業
- 1948年 - 東京大学理学部物理学科卒業、通産省電気試験所（現在の産業技術総合研究所）入所
- 1974年 - ソニー株式会社 中央研究所長
- 1990年 - 東海大学工学部教授
- 2000年 - 東海大学名誉客員教授
- 2012年11月6日、多臓器不全のため死去[2]。86歳没。

## 著書
- トランジスタ（六月社 1959年） 毎日出版文化賞
- 人工頭脳時代 頭脳労働の革命が始まっている （講談社ブルーバックス 1963年）
- 現代の技術者 （新潮社 (新潮ポケット・ライブラリ)  1964年）
- タイム・テンポ・マネー 電子計算機を正しく知ろう （JPP（UNI books） 1966年）
- 半導体の話 物性と応用 （日本放送出版協会（NHKブックス） 1967年）
- 半導体-固体電子の魔術 （日本経済新聞社（日経サイエンス） 1970年）
- 情報人間の時代 システム思考への道（実業之日本社 1970年） 日本エッセイスト・クラブ賞 「学び心、遊び心」三笠書房知的生き方文庫
- 幸運な失敗 トランジスターの誕生 （日本放送出版協会（NHKブックスジュニア 1972年） サンケイ児童出版文化賞
- 講座現代経営の課題 1 技術開発と企業 未知の壁をどう破るか （実業之日本社 1972年）
- エレクトロニクスからの発想 ある技術の軌跡 （講談社ブルーバックス 1982年）
- 日本の技術は世界一か? （実業之日本社 1985年）
- 文科系にもわかる技術大国の課題 （実業之日本社 1988年）
- 若きエンジニアへの手紙 （ダイヤモンド社 1990年）
- 日本の半導体四〇年 ハイテク技術開発の体験から （中公新書 1992年）
- 三つ子の魂が目を覚ます（NTT出版 1995年）
- 友よ、科学の根を語ろう 思索する若き世代の未来のために （工学図書 2003年）

## 共編著
- トランジスタの基礎 （垂井康夫共著 第一書林 1960年）
- 半導体の理論と応用―その半世紀の歩み （植村泰忠共著 裳華房 1960年-1963年）
- 図解半導体用語辞典 （垂井康夫共編 日刊工業新聞社 1968年）
- 適正規模論 自然・生態・人間 （編著 日本放送出版協会 1976年）
- 量子の時代 （編 三田出版会 1996年）

## 出演
- NHKスペシャル 電子立国日本の自叙伝（1991年）

## 翻訳
- メカニックス ショックレーの物理学 （ウィリアム・ショックレー、ウォルター・A.ゴング 日本放送出版協会 1968年）
- MITの統計力学および熱力学 （ダビッド・アドラー 飯田昌盛、白石正共訳 現代工学社 1983年）